# St. Ägidius (Stöckach, Igensdorf)

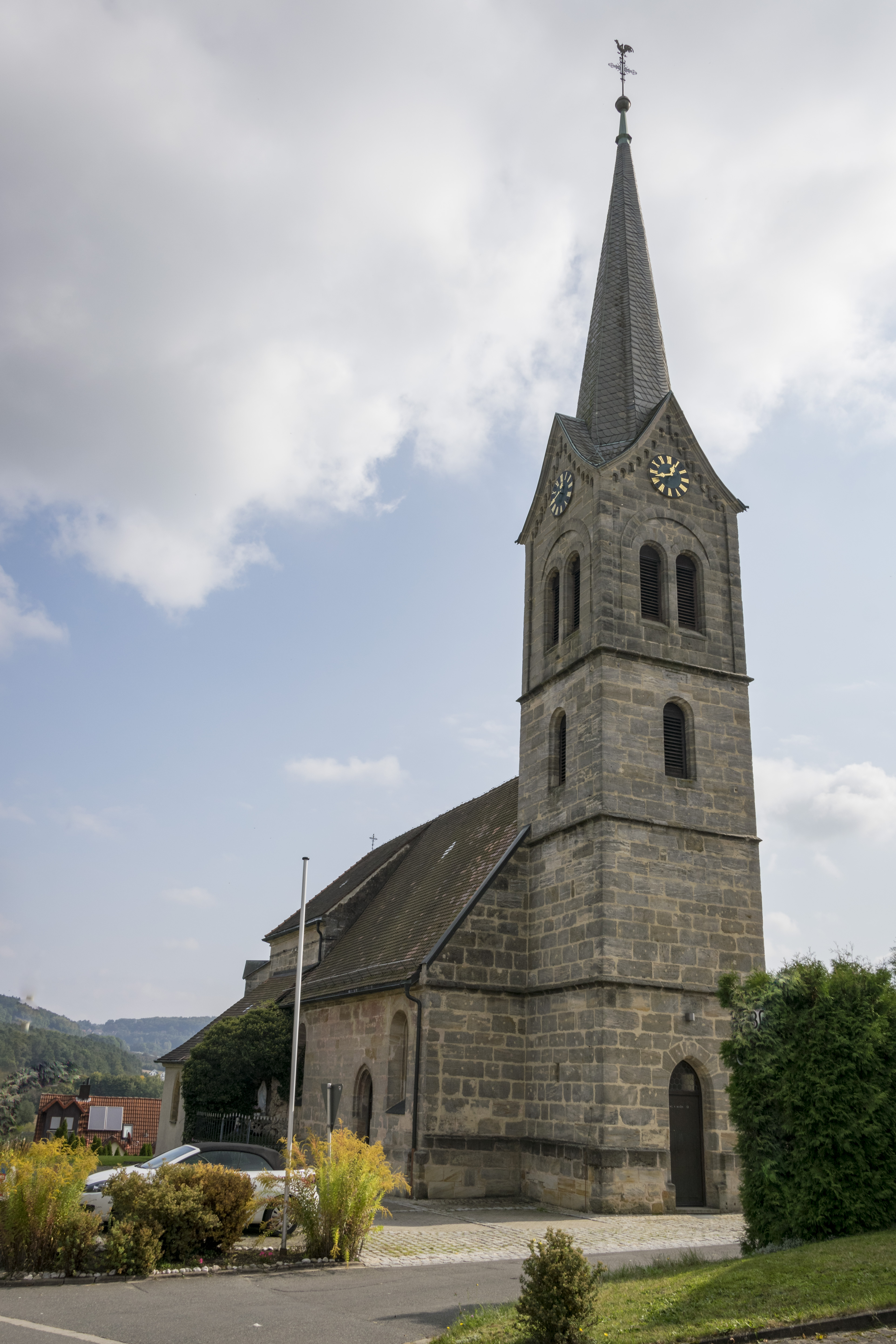
St. Ägidius (Stöckach, Igensdorf)

Die römisch-katholische, denkmalgeschützte Pfarrkirche St. Ägidius steht in Stöckach, einem Gemeindeteil des Marktes Igensdorf im Landkreis Forchheim (Oberfranken, Bayern). Die Kirche ist unter der Denkmalnummer D-4-74-140-30 als Baudenkmal in der Bayerischen Denkmalliste eingetragen. Die Kirche gehört zum Erzbistum Bamberg.

## Geschichte
Stöckach gehörte mit den umliegenden Ortschaften, den sogenannten "Sieben Dörfern" zum Augustiner Chorherrenstift Neunkirchen am Brand und war Teil des Hochstifts Bamberg. Anfang des 13. Jahrhunderts wurde eine kleine Kapelle errichtet, die 1427 in Eigenleistung zur Pfarrkirche ausgebaut wurde. Dabei wurde der gotische Chor errichtet. Der kaum 100 Jahre später um das Landhaus mit Turm erweitert wurde. Durch die einsetzende Reformation trat die Bevölkerungsmehrheit der Sieben Dörfer, entgegen dem Grundsatz "Cuius regie, eius religio" zum lutherischen Glauben über, lediglich eine Minderheit blieb katholisch. Im Jahr 1888 listet der Schematismus des Erzbistums für die Sieben Dörfer kaum 100 Katholiken, bei 600 Protestanten. Diese unterhielt die Kirche unter großen Mühen, trotzdem war sie immer wieder dem Verfall nahe.

## Beschreibung
Der eingezogene, von Strebepfeilern gestützte Chor mit 5/8-Schluss wurde um 1430 errichtet. Das Langhaus und der viergeschossige Kirchturm im Westen wurden 1517 neu gebaut. Den achtseitigen, schiefergedeckten Knickhelm erhielt der Kirchturm erst 1895, er ist an den Bamberger Heinrichsdom angelehnt. Die Innenräume des Langhauses und des Chors sind mit Flachdecken überspannt. Zur Kirchenausstattung gehören ein 1720–30 gebauter Hochaltar, die Seitenaltäre und die Kanzel aus dem frühen 18. Jahrhundert. Eine Pietà ist um 1500, ein Kruzifix Anfang des 16. Jahrhunderts entstanden.